# Frühkindlicher Reflex
Als frühkindlicher bzw. primitiver Reflex oder Primitivreflex (englisch neonatal reflex) wird in der Medizin ein typisches und reproduzierbares Reaktionsmuster auf gezielte äußere Reize bezeichnet. Diese Reflexe laufen ohne Beteiligung des Großhirns ab und dienen der Nahrungssuche und -aufnahme sowie dem Selbstschutz. Sie sind in den ersten Lebenswochen und -monaten eines Kindes zu beobachten und werden dann nach und nach im Rahmen der Entwicklung des Großhirns durch die Frontallappen unterdrückt. Wenn die frühkindlichen Reflexe bei Erwachsenen wieder auftreten (z. B. bei fronto-temporaler Demenz), kann dies daher u. U. auf Störungen dieser Gehirnregion hinweisen (frontal release signs).
Bei älteren Kindern und Erwachsenen mit atypischer Neurologie (z. B. bei Cerebralparese) können diese Reflexe erhalten bleiben oder erneut auftreten, was auf bestimmte neurologische Störungen wie Demenz (insbesondere bei frontotemporalen Degenerationen), traumatische Läsionen oder Schlaganfälle hinweisen kann. Das Wiederauftreten der Reflexe wird als „frontal release signs“ bezeichnet. Wenn die Reflexe nicht ordnungsgemäß unterdrückt werden, können sie auch bei normalen Erwachsenen in Stresssituationen wieder auftauchen.
Primitive Reflexe werden häufig bei Verdacht auf Gehirnverletzungen oder bestimmte Demenzerkrankungen wie Parkinson getestet, um die Funktion der Frontallappen zu beurteilen. Ihre Persistenz bei Erwachsenen oder Kindern mit neurologischen Störungen, wie sie bei autistischen Störungen beobachtet wird, ist ebenfalls ein Thema der Forschung.

## Physiologie
Die Reize werden entweder von Hautrezeptoren oder vom Gleichgewichtsorgan aufgenommen und über das Zwischenhirn, hier insbesondere den Thalamus und den Globus pallidus ohne Beteiligung des Großhirns weitergeleitet. Bestimmte Reflexe treten erst mit einem gewissen Reifegrad, das heißt ab einem bestimmten Konzeptionsalter (Alter des Kindes seit der Zeugung) auf. Daher sind sie unabhängig vom Geburtstermin sowohl innerhalb als auch außerhalb des Mutterleibes auslösbar. Somit ist auch das Konzeptionsalter des Säuglings durch sein motorisches Verhalten relativ genau bestimmbar: ein Frühgeborenes hat ein anderes Reflexverhalten als ein Kind, welches zum Termin geboren wurde. Auch der Zeitpunkt des Verschwindens eines Reflexes hängt mit dem Konzeptionsalter zusammen und ist daher in etwa vorhersagbar, immer vorausgesetzt, dass die Entwicklung nicht durch andere Störungen verzögert ist.
Das Verschwinden der Reflexe ist für das Erlernen grundlegender Bewegungen notwendig. Beispielsweise könnte kein Kind das Stehen, geschweige denn das Gehen erlernen, wenn der Fußgreifreflex (Plantargreifreflex) nicht verschwinden würde. Eine Persistenz frühkindlicher Reflexe sollte daher stets weitergehend ärztlich abgeklärt und die Ursachen – soweit möglich – therapiert werden.

## Die Reflexe im Einzelnen

### Hand- und Fußgreifreflex

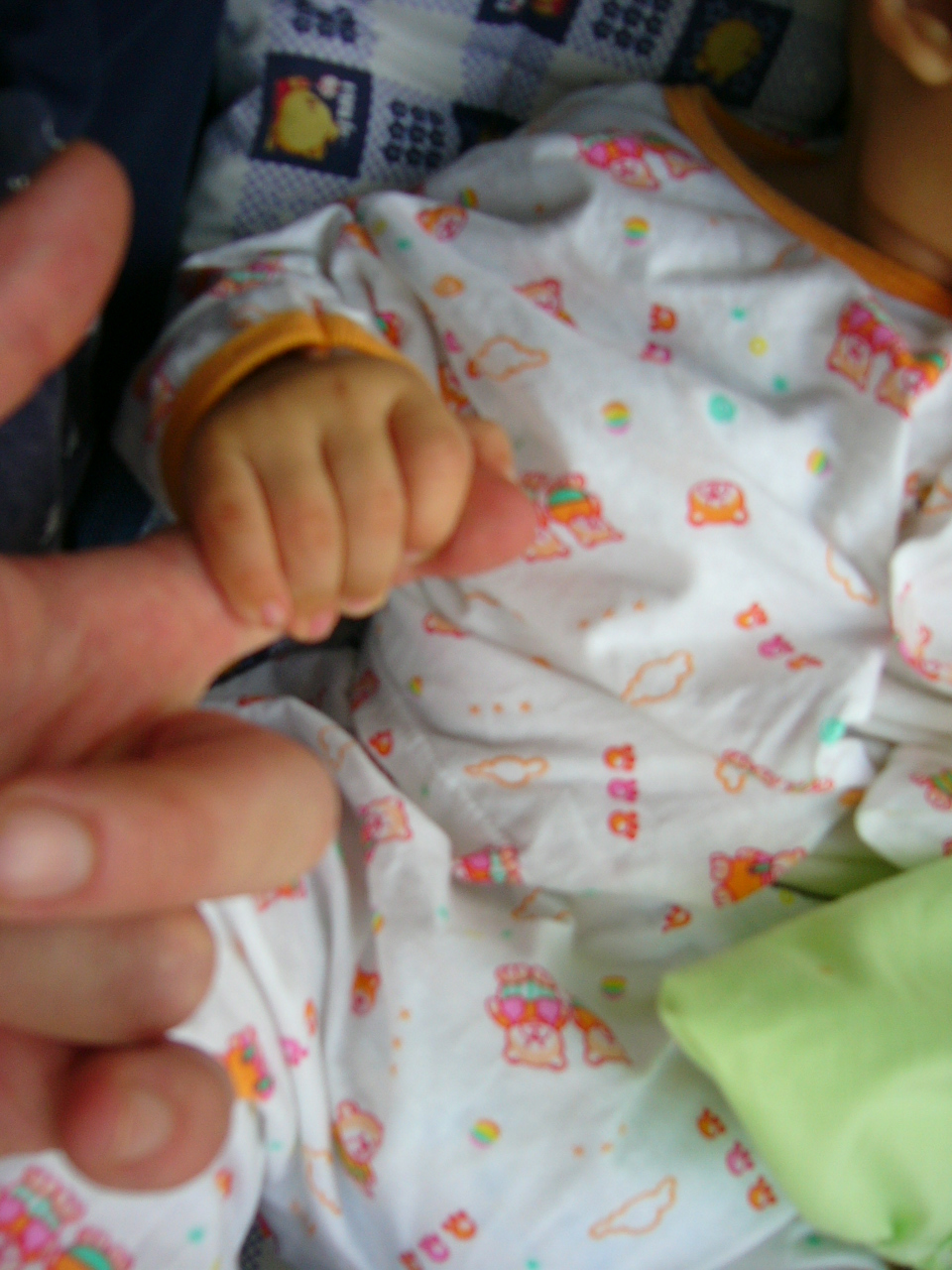
Greifreflex

Der Hand- und Fußgreifreflex wird auch Palmar- und Plantargreifreflex oder Robinson-Reflex genannt. Er wird durch Druck auf die Handinnenfläche beziehungsweise die Fußsohle ausgelöst. Als Reflexantwort erhält man ein Greifen der Hand respektive eine Beugung der Zehen und Fußsohle (entsprechend einem „Greifen“ mit den Füßen). Er ist schon ab einem Konzeptionsalter von etwa 32 Wochen feststellbar und ist somit auch bei Frühgeborenen auslösbar. Er diente entwicklungsgeschichtlich dem Festhalten an der Mutter und das Greifen ist dementsprechend so kräftig, dass ein Neugeborenes sich damit an einer Stange festhalten könnte. Der Handgreifreflex sollte spätestens bis zum Ende des sechsten Lebensmonats erloschen sein und der Fußgreifreflex bis zum Ende des ersten Lebensjahres.

### Suchreflex
Der Suchreflex heißt auch Rootingreflex. Bei Berühren eines Mundwinkels wird der Kopf in die Richtung der Berührung gedreht. Er ist auch als „Brustsuchen“ bekannt und ist meist erst ab einem Konzeptionsalter von 34 Wochen feststellbar. Ebenso wie der folgende Saug-Schluckreflex dient er der Nahrungsaufnahme. Er verschwindet im Laufe des dritten Lebensmonats.

### Saug-Schluck-Reflex
Der Saugreflex stellt in Kombination mit dem Schluckreflex sicher, dass das Neugeborene sich an der Brust ernähren kann. Bei Berührung des Gaumens fängt das Baby an zu saugen. Wenn dadurch Nahrung in den Mund gelangt, wird diese durch den koordinierten Schluckakt in die Speiseröhre weitertransportiert, wobei dafür gesorgt wird, dass nichts in die Luftröhre läuft. Der Saugreflex wird später durch aktives Saugen ersetzt, wohingegen der Schluckreflex lebenslang erhalten bleibt. Bis zum sechsten Monat ist dieser Reflex normal.

### Schwimmreflex
Hält man ein Baby horizontal ins Wasser, macht es Bewegungen, die denen beim Schwimmen stark ähneln.

### Atemschutzreflex
Nach R. G. Schmid (1984) besitzen Neugeborene den sogenannten primitiven Atemschutzreflex, d. h. eine reflektorische Blockade der Atmung, wenn die äußeren Atemwege (Mund/Nase) mit Wasser benetzt werden. Dieser Reflex verschwindet im Laufe der ersten sechs Monate. Der Reflex ist ebenfalls beobachtbar, wenn Säuglinge starkem Wind ausgesetzt sind. Dieser Umstand wird für das Erlernen des Tauchgangs beim Babyschwimmen genutzt.

### Schreitreflex
Der Schreitreflex ist mit den Ausdrücken Schreitreaktion oder Schreitautomatismus eigentlich besser beschrieben. Wenn das Kind unter den Achseln gehalten wird und so mit seinen Fußsohlen eine Unterlage berührt, macht es automatische Schreitbewegungen. Die Reaktion erlischt meist bis zum Alter von etwa drei Monaten.

### Steigreflex
Der Steigreflex wird auch Placing-Reaktion genannt. Als Reiz streicht man mit dem Fußrücken des Säuglings unter einer Tischkante entlang. Die Reflexantwort besteht in einer Beugung des Beines und des Fußes als ob das Kind eine Stufe hochsteigen wollte. Die Reaktion erlischt im Alter von etwa einem halben Jahr.

### Galantreflex
In der deutschen Literatur wird der Galantreflex auch Rückgratreflex genannt. Man bestreicht in Bauchlage des Säuglings die Haut neben der Wirbelsäule mit dem Fingernagel. Es erfolgt eine Beugung der Wirbelsäule zur Seite des Reizes hin. Der Reflex ist in der Regel etwa bis zum dritten Lebensmonat nachweisbar, danach pathologisch.

### Moro-Reflex
Auch den Moro-Reflex nennt man besser Moro-Reaktion, weil die Reizantwort aus einem komplexen Bewegungsmuster besteht. Er ist sozusagen ein Umklammerungsreflex und soll verhindern, dass das Neugeborene bei plötzlichen Lageveränderungen der Bezugsperson herunterfällt. Ausgelöst wird er durch ein kurzes Zurückfallenlassen des Kopfes. Er vollzieht sich in zwei Phasen: In der ersten öffnet das Kind den Mund und bewegt seine Hände und Arme mit gespreizten Fingern nach außen. In Phase II schließt sich der Mund wieder, die Arme werden wieder gebeugt und vor dem Körper zusammengeführt. Bei Frühgeborenen ist der 2. Schritt kaum bis gar nicht zu beobachten, während reife Neugeborene (also ab der 37. Woche) auch diesen sehr stark ausgeprägt haben. Er ist ab der neunten Schwangerschaftswoche nachweisbar und verschwindet etwa bis zum vierten Lebensmonat.

### Asymmetrisch tonischer Nackenreflex (ATNR)
Der asymmetrisch tonische Nackenreflex wird ausgelöst, indem man den Kopf des Säuglings zur Seite dreht. Als Reflexantwort werden die Gliedmaßen in Blickrichtung gestreckt und auf der Gegenseite gebeugt.
Dies ist nicht mit der Fechterstellung zu verwechseln.
Die Fechterstellung ist Teil der Idealmotorik.
Hier sind die Schlüsselgelenke Schulter und Hüfte in einer Außenrotationsstellung. Beim ATNR sind diese in einer Innenrotation. Er entsteht ab der 18. Schwangerschaftswoche, erreicht durch den Geburtsvorgang seinen Höhepunkt und bildet sich im vierten bis sechsten Lebensmonat allmählich zurück.

### Symmetrischer Tonischer Nackenreflex (STNR)
Beim STNR führt die Beugung des Kopfes zur Brust zu einer symmetrischen Beugung der Arme und zur Streckung der Beine. Die Streckung des Kopfes in den Nacken verursacht eine Streckung der Arme und eine Beugung der Beine. Eine der Aufgaben des STNR ist es, den TLR aufzubrechen und dem Kind zu ermöglichen, die Schwerkraft zu überwinden, in den Vierfüßlerstand oder den Katzensitz zu kommen und beide Körperhälften unabhängig voneinander zu benutzen. Der STNR entwickelt sich erst im sechsten bis neunten Lebensmonat zu seinem Höhepunkt und wird bereits kurze Zeit später wieder gehemmt.

### Babinski-Reflex
Der Babinski-Reflex äußert sich durch eine Streckung der Großzehe und eine gegenläufige Zehenbeugung beim Bestreichen der Fußsohle. Ein Persistieren verunmöglicht das Laufenlernen genauso wie ein persistierender Fußgreifreflex. Er erlischt normalerweise um das erste Lebensjahr herum. Im späteren Lebensalter kann er als Zeichen einer Schädigung des zentralen Nervensystems wieder erscheinen und ist dann immer ein schwerwiegendes Krankheitszeichen.

### Glabellareflex
Die Glabella ist der Knochenwulst oberhalb der Nasenwurzel zwischen den Augen. Beim Glabellareflex werden nach Beklopfen der Glabella die Augen geschlossen. Beim Auslösen muss der Untersucher aufpassen, dass er nicht versehentlich den optiko-fazialen Reflex auslöst, bei dem die gleiche Reflexantwort erfolgt.

### Vestibulookulärer Reflex (VOR)
Der VOR (ältere Bezeichnung okulozephaler Reflex) bezeichnet die kompensatorische Augenbewegung in Gegenrichtung einer Kopfbewegung, um ein Objekt weiter fixieren zu können.
Bei Störung des VOR wird der Blick bei schneller passiver Drehung des Kopfes nicht fixiert, so dass sich die Augen starr wie bei einer Puppe mit dem Kopf mitbewegen. (Daher der Begriff „Puppenaugenphänomen“, der aufgrund semantischer Überschneidungen, u. a. mit dem Puppenkopf-Phänomen, heute nicht mehr benutzt werden sollte.) Dieses Phänomen ist allenfalls bis zum 10. Lebenstag normal und im späteren Lebensalter Zeichen einer schwersten Hirnschädigung.

### Babkin-Reflex
Beim Babkin-Reflex drückt der Untersucher als Reiz mit dem Daumen beidseits in die Handfläche des Säuglings. Als Reflexantwort öffnet sich der Mund, weshalb man beim Füttern dem Kind nicht in die Handinnenfläche greifen sollte. Der Babkin-Reflex persistiert manchmal bei der infantilen Zerebralparese.

### Tonischer-Labyrinth-Reflex (TLR)
Der Tonische-Labyrinth-Reflex wird ausgelöst durch eine Neigung nach vorne (TLR vorwärts) oder nach hinten in den Nacken (TLR rückwärts). Durch die Bewegungen des Kopfes kommt es zu einer Ganzkörperbewegung, die in ihrem Muster nach vorne der Fötalen Beugehaltung entspricht. Die Streckung des Kopfes nach hinten fördert die wichtige Entwicklung aus der Beugung in die Streckung und leitet so die Aufrichtung gegen die Schwerkraft ein. Der TLR ermöglicht dem Baby erste Sinneswahrnehmungen für Gleichgewicht und Raum.

## Persistente Reflexe
Reflexe, die im Säuglingsalter nicht unterdrückt werden, werden als nicht integrierte oder persistente Reflexe bezeichnet. Wenn sie anhalten, können sie mit Lernschwächen in Verbindung stehen. So wurde beispielsweise festgestellt, dass Kinder mit Lernschwierigkeiten persistente primitive Reflexe aufweisen. Außerdem wurde ein Zusammenhang zwischen einem persistierenden asymmetrischen tonischen Nackenreflex (ATNR) und niedrigeren Lese- und Rechtschreibfähigkeiten festgestellt, und Kinder mit Leseproblemen neigen dazu, den tonischen Labyrinthreflex häufiger zu zeigen als Kinder ohne Leseprobleme.
Bei der Beobachtung von Vorschulkindern, um zu sehen, wie sich Reflexe im Laufe der Entwicklung verändern, wurde die stärkste Assoziation aller motorischen Fähigkeiten zwischen statischem und dynamischem Gleichgewicht und der Leistung in Mathematik gefunden. Es wurde auch eine hohe Korrelation zwischen der Persistenz des ATNR und verringerten Feinmotorik bei Kindern gefunden, was in vielen Fällen zur Diagnose von motorischen Defizitstörungen wie der Entwicklungskoordinationstörung (DCD) geführt hat. Schließlich wurde ein Zusammenhang zwischen den Symptomen der Aufmerksamkeitsdefizit-/Hyperaktivitätsstörung (ADHS) und der Persistenz des ATNR festgestellt und ein weiterer zwischen der Diagnose von ADHS und der Persistenz der Moro- und Galant-Reflexe.

### Reflexintegration
Die Reflexintegration ist ein therapeutischer Ansatz, der darauf abzielt, persistente primitive Reflexe zu identifizieren und zu integrieren, um die neurologische Entwicklung zu fördern. Primitive Reflexe sind automatische Bewegungsmuster, die in der Säuglingszeit auftreten und normalerweise durch höhere Gehirnfunktionen unterdrückt werden, wenn sich das Nervensystem weiterentwickelt. Wenn diese Reflexe über das erwartete Alter hinaus anhalten, können sie die motorische Entwicklung, das Lernen und das Verhalten beeinträchtigen.
Die Therapie umfasst spezifische Übungen und sensorische Stimulationen, die darauf abzielen, das Nervensystem neu zu organisieren, um diese persistierenden Reflexe zu hemmen. Das Ziel ist es, die neurologische Reifung zu unterstützen und die Grundlage für komplexere motorische und kognitive Fähigkeiten zu legen.
Forschung hat gezeigt, dass persistierende primitive Reflexe mit Lern- und Verhaltensschwierigkeiten in Verbindung stehen können. Beispielsweise wurde die Persistenz des asymmetrischen tonischen Nackenreflexes (ATNR) mit Schwierigkeiten beim Lesen und Schreiben in Verbindung gebracht. Die Integration solcher Reflexe kann die akademische Leistung und das Verhalten von Kindern verbessern.
Es gibt verschiedene Methoden in der Reflexintegrationstherapie, darunter:
- Die INPP-Methode: Entwickelt vom Institute for Neuro-Physiological Psychology, bewertet diese Methode neuromotorische Unreife und adressiert sie mit maßgeschneiderten Übungen, um persistente Reflexe zu hemmen[14].
- Rhythmic Movement Training International (RMTi): Dieser Ansatz verwendet rhythmische Bewegungen, um die Reflexintegration zu unterstützen und das Lernen, Verhalten sowie die emotionale Regulation zu verbessern[15].
- Masgutova Neurosensorimotor Reflex Integration (MNRI): Fokussiert auf die Integration von primären motorischen Reflexmustern, zielt MNRI darauf ab, eine optimale neurologische Funktion zu unterstützen[16].

Obwohl positive anekdotische Berichte und einige Studien die Wirksamkeit der Reflexintegrationstherapie unterstützen, bleibt die wissenschaftliche Evidenz begrenzt. Weitere Forschung ist notwendig, um die langfristigen Auswirkungen und die Wirksamkeit dieser therapeutischen Ansätze vollständig zu bewerten.